# Chelonus tuberosus
Chelonus tuberosus är en stekelart som beskrevs av Vladimir Ivanovich Tobias och Saidov 1995. Chelonus tuberosus ingår i släktet Chelonus och familjen bracksteklar. Inga underarter finns listade i Catalogue of Life.